# Supreme Love: A Journey Through Coltrane
Supreme Love: A Journey Through Coltrane ist ein Jazzalbum von Sean Khan. Die 2020/21 entstandenen Aufnahmen erschienen am 19. November 2021 auf dem britischen Independent-Label BBE Records.

## Hintergrund
Das Album gliedert sich in drei evolutionäre, musikalisch unterschiedliche Abschnitte, notierte Thom Jurek; „The Future Present“ besteht hauptsächlich aus Material, das von John Coltrane geschrieben wurde oder eng mit Coltrane verbunden ist, neu interpretiert von einem mittelgroßen Ensemble um Khan mit Streichern und Harfe. Hier zeigt sich der modale Beginn [Coltranes] mit „Acknowledgement“ in A Love Supreme (1965). Neben einer Instrumentierung aus Piano, E-Gitarre mit Streichern, Harfe enthält es Gesangsdarbietungen von Heidi Vogel, die auf Texten von Oscar Brown, Jr. und Khan aufbauen. Es zeigt auch den großen Einfluss von Alice Coltrane. Es folgt Khans Komposition „Starchild“ mit Gesang Vogels. Daran schließen sich Interpretationen von Coltranes „Afro Blue“ und „Naima“ an; dazwischen fügt sich Khans „Azawala“ ein. Nach einer kurzen Version von „Giant Steps“, eher ein Zwischenspiel als eine ausgearbeitete Fassung, folgte der mittlere Abschnitt, „The Future Past“; er besteht nur aus Kaidi Tathams Remixen von „Azawala“ und „Starchild“. „The Savage Detectives“ ist ein Break-getriebenes Stück, eine Neufassung aus Khans EP Distant Voice aus dem Jahr 2019. Der dritte Teil, The Past besteht hauptsächlich aus Versionen von Melodien von Khan und Coltrane, die vom Kernensemble gespielt werden, darunter „Moment‘s Notice“, „Equinox“, „Impressions“ und „Cousin Mary“. Der Bop-Veteran Peter King, der nach den Aufnahmesessions im August 2020 verstorben ist, teilt sich die Saxophon-Parts auf mehreren Tracks mit Sean Khan.
Auf die Frage „Wer ist John Coltrane für mich?“ versuchte Khan in den Liner Notes eine Antwort: „Er ist Mensch, Legende, Mythos, Geschichtenerzähler, Weiser und Atmosphäre. Mein Weg und meine Reise waren steinig, und wie die meisten auf dieser Reise habe ich einen Weg voller Fehler und Triumphe eingeschlagen. Die Musik von Coltrane war jedoch mein ganzes Leben präsent“.
„Ich habe mich bewusst bemüht, alle wichtigen künstlerischen Epochen von Coltrane zu repräsentieren“, kennzeichnet Khan das Album. „Von Hard Bop über Sheets of Sound bis hin zu Spiritual Jazz und schließlich seiner letzten, experimentellsten und kosmischsten Periode. Ich habe noch nie eine Platte gehört, die versucht, alle Epochen des großen Mannes auf diese Weise widerzuspiegeln und die Autobiographie des Aufnahmekünstlers, meine eigene, als Kanal zu diesem Zweck zu verwenden. Also hier bin ich, im Guten, wie im Schlechten.“

## Titelliste
- Sean Khan: Supreme Love: A Journey Through Coltrane (BBE)

1. A Love Supreme 7:16
2. Starchild (Khan) 5:27
3. Afro Blue (Mongo Santamaría) 4:56
4. Azawala (Khan) 7:39
5. Emilia's Pick (Khan) 2:48
6. Naima 6:18
7. As We Came Out Of (Khan) 4:21
8. Giant Steps 2:25
9. Moment’s Notice 6:33
10. The Savage Detectives (Khan) 5:39
11. Starchild (Kaidi Tatham Remix) (Khan) 7:03
12. Azawala (Kaidi Tatham Remix) (Khan) 7:23
13. Equinox 7:10
14. Impressions 6:25
15. Cousin Mary 6:18
16. Equinox (Alt Take) 7:15
17. Giant Steps Outro 1:16

Wenn nicht anders vermerkt, stammen die Kompositionen von John Coltrane.

## Rezeption

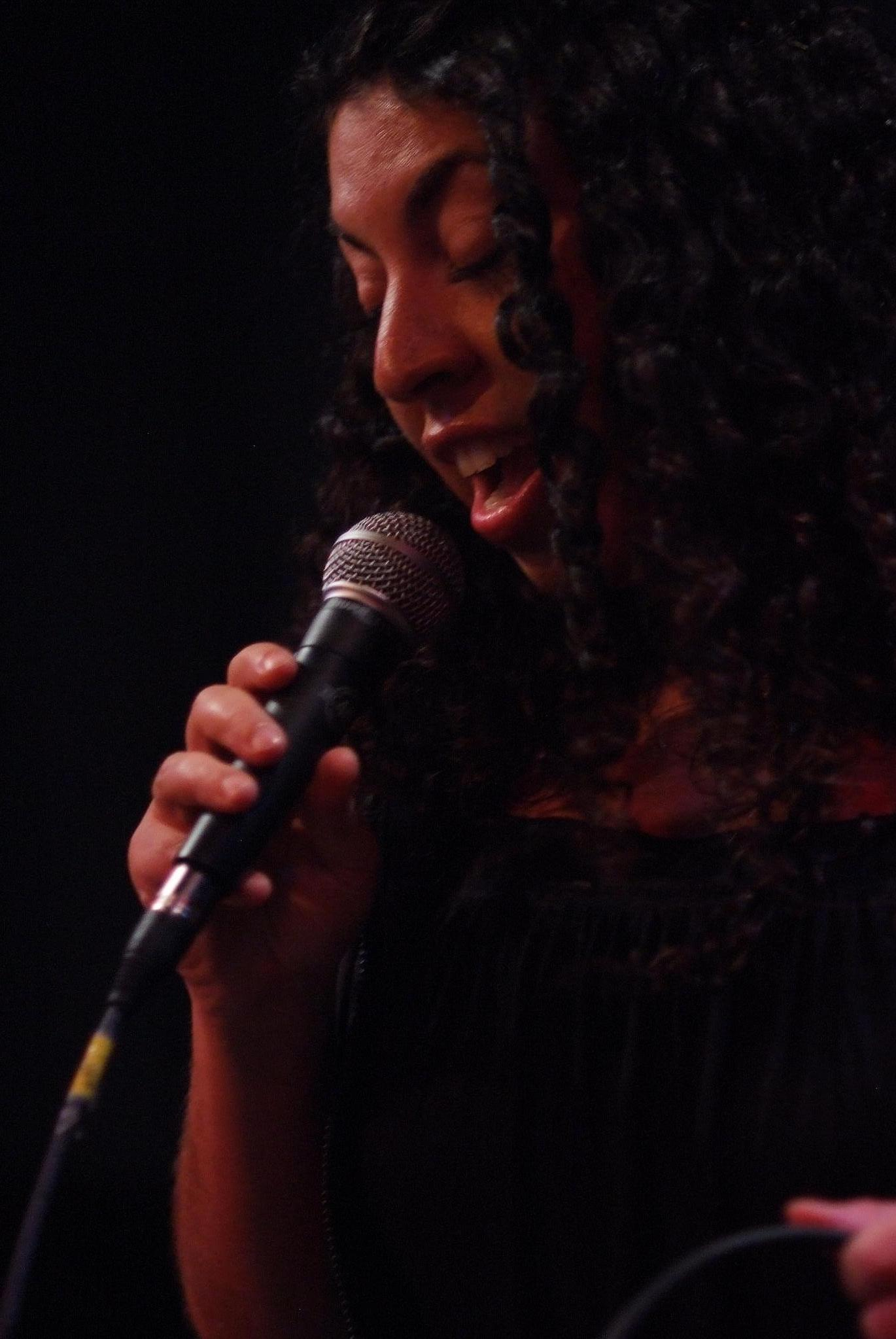
Heidi Vogel (2008)

Thom Jurek verlieh dem Album in Allmusic vier Sterne: Das Album demonstriere, dass diese Band in der Lage ist, Hard Bop mit Können, [gutem] Timing und geschicktem Instinkt swingen zu lassen. Khans Solospiel sei einfallsreich und modern. Andy Nobles entwickeltem, ausdrucksstarkem Klavierspiel werde viel Raum geboten. Khan habe bereits 2018 mit Palmares Fantasy – seiner Zusammenarbeit mit der brasilianischen Legende Hermeto Pascoal – bewiesen, dass er nicht nur ein kluger Schüler, sondern auch ein versierter Komponist, Partner und Schöpfer ist, und Supreme Love zeige sein immenses Wachstum seitdem. Seine „Coltrane-ationen“ würden als großartige, kreative Hommage dienen, während seine eigenen Kompositionen mit denen seiner bekannteren Saxophonkollegen wie Steve Wilkerson und Chris Potter vergleichbar sind. Das Album sei sehr empfehlenswert, resümiert Jurek.
Nach Ansicht von Chris May, der das Album in All About Jazz rezensierte, werden Coltrane-Liebhaber, die es gutheißen, wenn mit seinem Erbe rücksichtsvoll und respektvoll ausgeführte Freiheiten in Anspruch genommen werden, hier viel zu genießen finden; und das werden auch die Anhänger von Sean Khan so empfinden. Trotz aller „Coltraneologie“, in die er tief eintauche, gelinge es ihm, seine eigene, auf wunderbare Weise ungewöhnliche Stimme zu behalten, und seine eigenen Kompositionen würden sich gelungen in den gleichen Zonen wie die Coltrane-Klassiker ansiedeln.